# Échelle de Richter

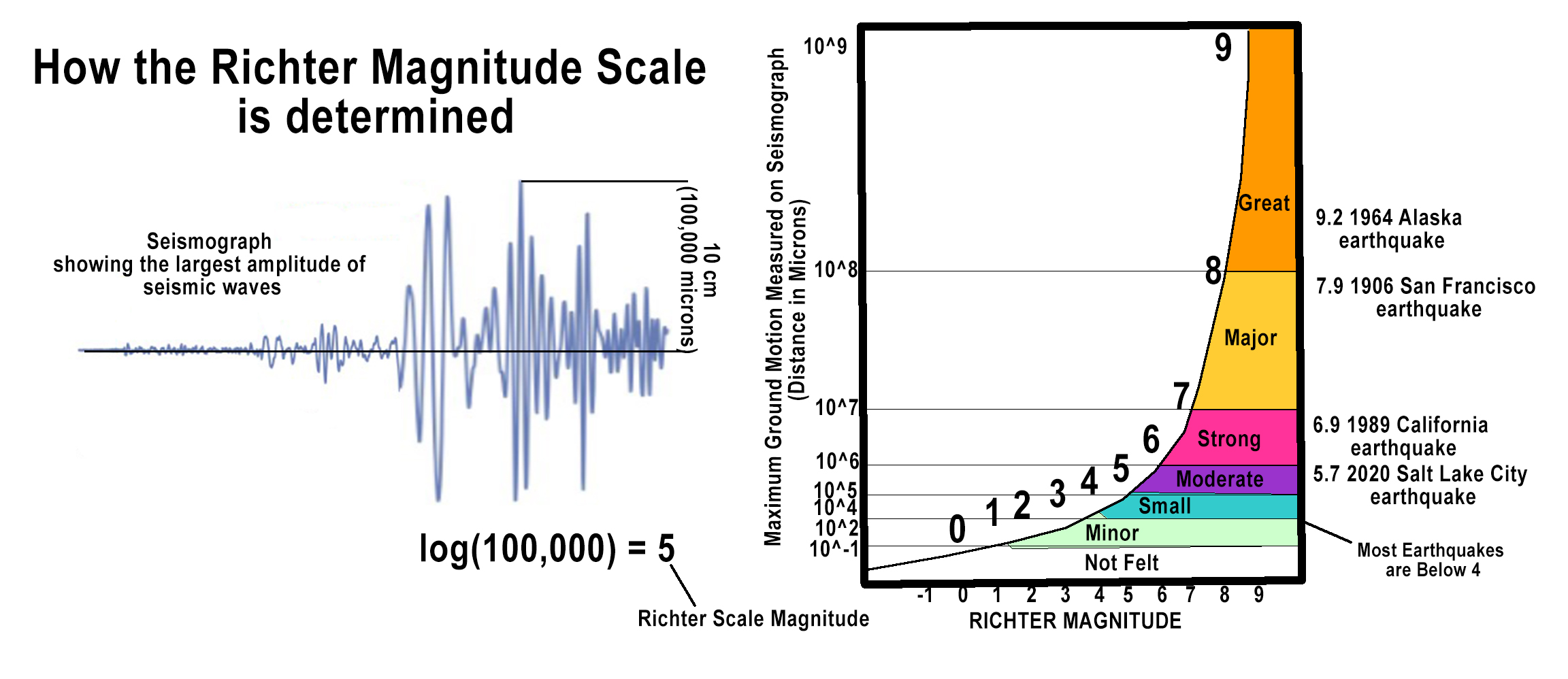
Illustration de la mesure de la magnitude de Richter à gauche, et représentation du lien logarithmique de celle-ci avec l'énergie du séisme.

Pour les articles homonymes, voir Richter.
L'échelle de Richter est l'une des premières tentatives d'évaluer par calcul l'intensité des tremblements de terre, grâce à la magnitude de Richter qui mesure l'énergie sismique émise sous forme d'ondes sismiques lors du séisme. Elle est progressivement remplacée dans les années 1960 par des mesures de magnitude plus précises, notamment la magnitude de moment (notée Mw), mais reste utilisée par le grand public et les médias. La magnitude de Richter est aussi parfois appelée "magnitude locale" (notée  ML).

## Histoire
L'éponyme, de l’échelle de Richter est le sismologue américain Charles Francis Richter (1900-1985),, qui l'a proposée en 1935. Jusqu'alors c'était essentiellement l'échelle de Mercalli qui était utilisée pour évaluer la force d'un séisme, mais cette échelle, basée sur les dégâts observés (notamment sur les bâtiments), est notoirement imprécise. Richter élabore une définition mathématique plus rigoureuse, établissant une équation logarithmique à partir de l'amplitude des enregistrements sur un sismographe papier de type Wood-Anderson (en).

## Calcul des niveaux
La magnitude de Richter, notée ML, se calcule comme suit:
{\displaystyle M_{L}=\log _{10}\left({\frac {A}{A_{0}(\Delta _{\mathrm {ref} })}}\right)}
- A : amplitude maximale enregistrée
- {\displaystyle A_{0}(\Delta _{\mathrm {ref} })} : amplitude de référence à une distance {\displaystyle \Delta _{\mathrm {ref} }} (la convention standard pose cette référence à 100km)

L'échelle étant logarithmique, l'amplitude est 10 fois plus forte pour chaque niveau passé. En terme d'énergie, elle est approximativement multipliée par 32. 

## Niveaux d'intensité
Relativement facile d'usage, l'échelle de Richter permet d'évaluer l'énergie libérée par un tremblement de terre et donc les dégâts à craindre.
De manière imprécise, on peut estimer que : 
- de 1 à 3, un séisme est à peine ressenti par les personnes ;
- de 4 à 5, il est nettement ressenti mais cause peu de dégâts ;
- de 6 à 7, il est destructeur ;
- à 8, il est de plus ressenti sur une grande distance ;
- et à 9 ou au-delà, il est dévastateur, toutes les structures sont détruites sur une large superficie.

C'est une échelle logarithmique de facteur 10. C'est-à-dire qu'un séisme de niveau 4 est 10 fois plus fort qu'un séisme de niveau 3, et qu'un séisme de niveau 5 est 100 fois plus fort qu'un séisme de niveau 3.
C'est une échelle ouverte : elle n'a théoriquement pas de limite supérieure, en pratique néanmoins le séisme le plus intense jamais mesuré — le séisme de 1960 à Valdivia au Chili — atteignait environ 9,5 sur l'échelle de Richter.

## Limites et obsolescence

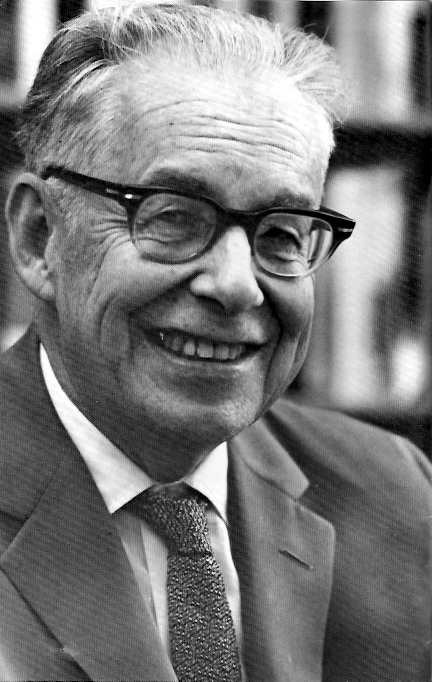
Charles Richter en 1970.

L'échelle de Richter a certes une définition mathématique, mais qui reste semi-empirique, dépendant ainsi des instruments de mesure, et n'est applicable que localement. De plus elle devient très imprécise pour les séismes de magnitude supérieure à 6. Elle est faite pour le type de séismes que Richter étudiait en Californie. Elle est remplacée depuis les années 1960 par d'autres échelles de magnitude, dont la magnitude de moment, qui mesurent le moment sismique, c'est-à-dire l'énergie totale libérée par un séisme. La magnitude de Richter est encore utilisée parfois et renommée magnitude locale (notée  ML) alors que la magnitude de moment (Mw) est considérée comme étant une mesure globale. 
Tombée en désuétude dans le monde scientifique, le terme d'échelle de Richter reste encore facilement employée par les médias ou dans la fiction, qui confondent ainsi les valeurs annoncées en magnitude de moment avec la magnitude de Richter.

#### Publications de Charles F. Richter et Beno Gutenberg
- [Richter 1935] (en) Charles F. Richter, « An instrumental earthquake magnitude scale », Bull. Seismol. Soc. Am., vol. 25, no 1,‎ janv. 1935, p. 1-32 (OCLC 8028205189, résumé, lire en ligne [PDF]).
- [Gutenberg et Richter 1936] (en) Beno Gutenberg et Charles F. Richter, « Magnitude and energy of earthquakes », Science, vol. 83, no 2147,‎ 21 fév. 1936, p. 183-185 (OCLC 4632323224, PMID 17770563, DOI 10.1126/science.83.2147.183, JSTOR 1662411, Bibcode 1936Sci....83..183G).
- [Gutenberg et Richter 1942] (en) Beno Gutenberg et Charles F. Richter, « Earthquake magnitude, intensity, energy, and acceleration », Bull. Seismol. Soc. Am., vol. 32, no 3,‎ juill. 1942, p. 163-191 (OCLC 8028308942, résumé, lire en ligne [PDF]).
- [Gutenberg et Richter 1956] (en) Beno Gutenberg et Charles F. Richter, « Earthquake magnitude, intensity, energy, and acceleration (second paper) », Bull. Seismol. Soc. Am., vol. 46, no 2,‎ avr. 1956, p. 105-145 (OCLC 8028205737, résumé, lire en ligne [PDF]).

#### Études
- [Boore 1989] (en) David M. Boore, « The Richter scale : its development and use for determining earthquake source parameters », Tectonophysics, vol. 166, nos 1-3,‎ sept. 1989, p. 1-14 (OCLC 4658784639, DOI 10.1016/0040-1951(89)90200-X, résumé, lire en ligne [PDF]).

#### Dictionnaires et encyclopédies
- [Taillet, Villain et Febvre 2018] Richard Taillet, Loïc Villain et Pascal Febvre, Dictionnaire de physique, Louvain-la-Neuve, De Boeck Supérieur, hors coll. / sciences, janv. 2018, 4e éd. (1re éd. mai 2008), 1 vol., X-956, ill., fig., tabl. et index, 17 × 24 cm, br. (ISBN 978-2-8073-0744-5, EAN 9782807307445, OCLC 1022951339, BNF 45646901, SUDOC 224228161, présentation en ligne, lire en ligne).